# Ray Knepper
Ray R. Knepper (Belleville, Illinois, 22 februari 1920 - Lebanon, Illinois, 15 februari 2000) was een Amerikaans autocoureur. In 1951 schreef hij zich in voor de Indianapolis 500, waarvoor hij zich niet kwalificeerde. Deze race was ook onderdeel van het Formule 1-kampioenschap. In 1950 en 1951 reed hij ook negen AAA Championship Car-races, waar zijn beste resultaat een vijfde plaats was tijdens de Langhorne 100 op de Langhorne Speedway in 1951.